# Јамато (период)
Јамато период (јап. 大和時代), период јапанске историје од 250. до 710. године, обухвата периоде Кофун (250–538) и Асука (538-710).

## Увод
Древни Јапан је био насељавало много независних племена, што је у основи била последица топографског карактера архипелага, јер је структура тла омогућавала развој малих самодовољних заједница - кланова, који су се често проглашавали „државама“. На челу сваког клана био је поглавица који је именован на тај положај, обично, на племенској скупштини, од стране свог претходника. Поглавица клана је владао под надзором и вођством племенског божанства и стога је његова дужност подразумевала и врховно свештенство. највећи број кланова сматрао је да порекло води од племенског божанства. Из тог разлога позиција врховног свештеника, а самим тиме и позиција поглавице клана, била је наследна.
Да би „држава“ добила званично признање а поглавица неку почасну титулу, успостављана је вазалска веза, најчешће са кинеским двором. Добијена титула постајала је током времена наследна, док су чланови клана најближи поглавици, стицали право да користе одређене титуле.
Средином  века у области Кинај настала је држава Јамато, која се може сматрати другим племенским савезом у оквиру кога се, војним путем ствара држава у којој су побеђени кланови плаћали данак а поглавице, које су добровољно признале централну власт, постајале куни-но мијако (општински царски робови), али су у свом клану имале водећи положај.

## Стварање и ширење државе
Кинески извори из 3. века помињу племенски савез Јаматај на јапанским острвима, састављен од 100 малих краљевина, којим је управљала Химико, краљица-чаробница (шаманка). Локација ове државе није ближе позната: мишљења су подељена између севермог Кјушуа и централног Јапана. Средином  века у центру острва Хоншу ствара се други племенски савез, Јамато. Постоје три хипотезе о његовом настанку:
1. утицај северног Кјушуа на стварање племенског савеза Јамато;
2. источни поход;
3. освајање централног Хоншуа од стране другог народа са копна.

Прве две хипотезе објективно су везане са постојећим миграцијама становништва јапанских острва са југозапада на североисток. Источни поход се изједначује са именом легендарног оснивача јапанске државе Џинму и базира се на материјалима „Коџики“ „Нихон Шоки“, док се хипотеза да је Јапан освојила страна војска образлаже наглом променом погребног инвентара у гробницама; у току раног Кофун периодa садржај предмета нађених у гробницама био је везан за ритуалне предмете и земљорадничке алате, док је у касном Кофун периоду обухватао војничке предмете коњаника северноазијских народа.
Поред тога постоје и хипотезе да су се племенски савези Јаматај и Јамато налазили на острву Хоншу и да је Јамато, као независни савез, створен у области Кинај.
Званична традиција прихвата као почетак историје Јапана 660. године п. н. е, годину успешног завршетка похода Џинму. Према овој верзији Џинму је са својом пратњом предузео освајачки поход са Кјушу на Хоншу (Јамато), који се крунисао стварањем империје (према изворима Коџики и Нихон Шоки). У Јапану нема јединственог става о овом догађају; једна група научника прихвата верзију о божанском пореклу Џинму и његовом походу на исток и освајање Јамато, друга сматра да је то нетачно, да је поход везан за умиривање побуњених племена (могуће Кумасо) и њихово покоравање царској власти, упућујући на то да је јужни део острва Кјушу био посед царске породице (клана) или место одакле су стигли преци становника „Долине високог неба“. Трећи претпостављају да је царска породица заиста пореклом са Кјушу и да је у првој половини IV века н.е. освојила Јапан и пренела престоницу са Кјушу у Јамато.
Историјски, у другој половини 3. века н.е. века врши се процес освајања суседних земаља и узимање данка (мицуги) од побеђених племена, како у улову (од мушкараца) тако и у ручним производима - тканинама (од жена). Цареви Јамато су покоравали локалне племенске вође утврђујући своје власништво над освојеним територијама (агата). Јамато Такеру представља лик легендарног хероја који се по наредби цара Кеико борио против племена Кумасо на југу, у 97. години и племена Емиши на северу 110-112. године.
Приближно у IV веку, када је скоро завршено уједињење земље под влашћу Јамато, Јапан је вршио честе притиске на обалу Корејског полуострва. Године 313. пропала је кинеска провинција Ло-Ланг и створене су три државе у Кореји: на северу Когурјо, на истоку Сила, а на западу Паекче. На југу Корејског полуострва 369. године Јапанци су освојили област Мимана и формирали тамо своју администрацију.
Према предању, царица Џингу, жена цара Чуај, у којој је текла корејска крв, покренула је поход против Сила. Цар Чуај противио се новом рату и зато је, по наређењу своје жене Џингу, био убијен. У седмом месецу трудноће Џингу је стала на чело поморске експедиције. После три године рата цар Сила је капитулирао и обавезао се да као годишњи данак плаћа 80 бродова злата и сребра. Цареви Когурјо и Паекче признали су себе вазалима Јамато.